# Delta Editrice
La Delta Editrice è una casa editrice italiana fondata a Parma nel 1975 da Corrado Barbieri, da allora proprietario e direttore di tutti i periodici e delle collane librarie pubblicate.

## Storia
La casa esordì nel campo delle pubblicazioni aeronautiche, prodotte per un certo periodo anche per il mercato anglosassone e francese: Aerei è il periodico più noto e più diffuso, ma la pubblicazione è cessata col numero 97 (Gennaio-Febbraio 2017).
La Delta Editrice è stata la prima azienda editoriale a lanciare sul mercato italiano, alla fine degli anni ottanta, i documentari di tema aeronautico, prima in videocassetta e poi in DVD, con circa 100 titoli prodotti in joint venture con case inglesi, americane e australiane.
All'inizio degli anni novanta ha debuttato anche nel settore musicale con particolare attenzione al mondo del jazz. In questo ambito, Delta Editrice ha prodotto in lingua italiana il documentario BIX - non ho mai sentito nessuno suonare come lui, al quale hanno fatto seguito altri due documentari sui batteristi jazz Gene Krupa e Buddy Rich.
Alla fine degli anni novanta sono iniziate le pubblicazioni di testi di poesia, a partire dalla raccolta Nel giardino della mente di Emily Dickinson, nonché di saggi letterari, tra cui biografie/studi su John Steinbeck e Emily Dickinson a cura di Maria Giulia Baiocchi, e su Raymond Radiguet a cura di Ilaria Biondi. A partire dagli anni 2000, la casa editrice cura anche la pubblicazione del periodico Ottocento - Il secolo romantico, rivista di arte, letteratura e poesia del XIX secolo.